# 刘一峰 (政治人物)
刘一峰（1897年—1956年4月14日），男，江西吉安人，中国政治人物，中国民主建国会中央委员会常务委员，江西省人民政府原副主席，江西省政协原副主席，政协第一届全体会议代表，第二届全国政协委员。

## 生平
1897年（清光绪二十三年）生于廬陵縣（1914改置为吉安县）。早年曾任吉安省立第七师范学校教员、训育主任。期间加入中国国民党，投身国共合作领导的國民革命。北伐军占领南昌后，参加省党部工作。历任国民党江西省党部常委兼组织部部长，江西省政府委员会委员兼建设厅厅长，吉安县临时参议会议长兼吉安建设委员会常务委员，吉安简易师范学校校长，省立吉安联合师范学校校长。
中华人民共和国成立后，历任中南军政委员会委员，江西省人民政府副主席，江西省各界人民代表会议协商委员会副主席，江西省第一届政协副主席。1956年4月14日在南昌病逝，终年60岁。